# 奈良女子高等師範学校
奈良女子高等師範学校（ならじょしこうとうしはんがっこう）は、1908年（明治41年）、奈良市に設立された官立の女子高等師範学校である。略称は「奈良女高師」（ならじょこうし）。
| 奈良女子高等師範学校 （奈良女高師） | 奈良女子高等師範学校 （奈良女高師） |
| ----------------------------------- | ----------------------------------- |
| 創立                                | 1908年                              |
| 所在地                              | 奈良市                              |
| 初代校長                            | 野尻精一                            |
| 廃止                                | 1952年                              |
| 後身校                              | 奈良女子大学                        |
| 同窓会                              | （社）佐保会                        |

## 概要
1908年（明治41年）、東京女子高等師範学校に次ぐ日本で第2の女子高等師範学校として設立され、女子中等学校の教員養成にあたった。廃止時点では東京および広島と並ぶ官立3女高師の一つであった。学科は文科・理科・家事科が設置され、修業年限は本科が3年8か月であった（1940年（昭和15年）時点）。戦後の学制改革により発足した新制奈良女子大学の構成母体である。同窓会「佐保会」は奈良女子大学と共通の同窓会となっている。

## 沿革

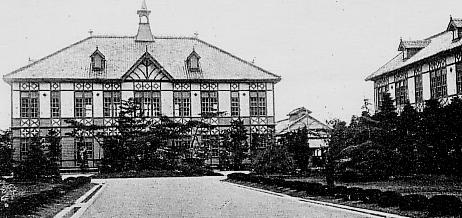
1930年頃の奈良女子高等師範学校

### 創立
明治中期までの高等女学校・女子師範学校等の女子中等教育学校の教員養成は、東京高等師範学校から1890年（明治23年）に独立した東京女子高等師範学校があたっていたが、中等教育拡充にともなう女子中等教育学校教員の需要が増大したことを背景に、1898年（明治31年）には近畿に第二女子高等師範学校設立構想が固まった。1890年代より東京美術学校分校の誘致計画を進めていた奈良市は、1900年頃にその計画が頓挫すると第二女子高等師範学校の誘致に目を向けた。1908年（明治41年）3月、2番目の女子高等師範学校として奈良女子高等師範学校が設立された。

### 発展
設立当初の奈良女高師は東京女高師と同一の組織をとらず、予科・本科生をとり本科を国語漢文部・地理歴史部・数物化学部・博物家事部の4部構成としたが、1914年（大正3年）の規程改正で東京女高師と同様に予科を廃止し文科・理科・家事科の3学科制に再編された。1912年（明治45年）、附属小学校・附属高等女学校（現在の奈良女子大学附属小学校・同附属中等教育学校の前身）、ついで附属幼稚園（現在の奈良女子大学附属幼稚園の前身）を附設し後者において幼児保育を開始した。設立以降東京女高師とともに、多数の女子中等教員を全国に供給し続けるとともに、官立学校中、女子学生にとっての最高学府と位置づけられており戦前期の女子教育にも大きく貢献した。
1922年（大正11年）から1943年（昭和18年）まで、『内鮮融和』政策により、朝鮮から女子留学生を受け入れた。留学生は全員で55名、うち卒業した者は47名であった。特に、大阪の実業家で篤志家でもある柳原吉兵衛が、この留学を物心両面から支援した。李王家御慶事記念会の会長として、留学を斡旋する事業を発展させ、私財を投じて支援を続けた。

### 廃止
戦後の1946年（昭和21年）、奈良女高師は「奈良女子帝国大学」として単独での大学昇格をめざしたが、学制改革における新制大学移行に際して占領軍から「国立大学は一県に一大学」の方針を示され、同じ官立学校で「奈良学芸大学」（現・奈良教育大学）に移行する奈良師範学校などとの統合を迫られた。しかし教員養成課程および附属学校園をほぼ完備していた奈良女高師側には師範学校と統合して新制大学に移行するメリットはなく、結局のところ奈良女子大学として単独での新制国立大学への移行を達成した。1952年（昭和27年）最後の卒業式とともに廃止。

## 年表

### 本校
- 1908年（明治41年）3月31日 - 勅令第69号により設立。修業年限4か月の予科、3年8か月の本科を設置。
- 1909年（明治42年）
  - 4月29日 - 第1回入学式を挙行。
  - 5月1日 - 授業を開始。この日を開校記念日とする。
- 1910年（明治43年）4月 - 清国留学生の受け入れを開始。
- 1911年（明治44年）
  - 3月29日 - 附属小学校を設置。
  - 7月20日 - 附属高等女学校を設置。
- 1912年（明治45年）7月8日 - 附属幼稚園を設置。
- 1913年（大正2年）
  - 2月19日 - 本科研究科を設置。
  - 3月28日 - 第1回卒業式を挙行。
- 1914年（大正3年）
  - 3月5日 - 予科を廃止し、文科・理科・家事科（第1部・第2部）の3学科に改組。
  - 3月29日 - 第1期卒業生により同窓会「佐保会」が発足。
- 1916年（大正5年）4月1日 - 家事科の第1部・第2部の区分を廃止。
- 1919年（大正8年）12月17日 -「保姆（保母：現 保育士）養成科規則」を制定し、同科を設置。
- 1920年（大正9年）4月12日 - 保姆養成科を開設。
- 1922年（大正11年）- 臨時教員養成所を設置（第3臨時教員養成所）。
- 1925年（大正14年）5月15日 - 中国留学生対象の特設予科を設置。
- 1932年（昭和7年） - 臨時教員養成所を廃止。
- 1936年（昭和11年）- 佐保会が社団法人となる。
- 1939年（昭和14年）9月11日 - 戦没寡婦のために奈良特設幼稚園保姆養成所を開設。
- 1941年（昭和16年）
  - 9月17日 - 報国隊結成式を挙行。
  - 10月16日 - 修業年限を短縮する措置をとる。
  - 11月29日 - 臨時補習科を設置。
- 1942年（昭和17年）4月1日 - 奈良女子臨時教員養成所を開設。
- 1945年（昭和20年）6月22日 - 学徒隊結成式を挙行。
- 1946年（昭和21年）11月22日 - 生徒自治会が発足。
- 1947年（昭和22年）5月5日 - 新設の体育科に生徒が入学。
- 1949年（昭和24年）
  - 5月31日 - 新制奈良女子大学発足に包括され「奈良女子大学奈良女子高等師範学校」と改称。
  - 11月2日 - 最後の教官会議を実施。
- 1952年（昭和27年）
  - 3月24日 - 最後（第40回）の卒業式を挙行。
  - 3月31日 - 法律第22号により廃止。

### 附属学校園
- 1911年（明治44年）
  - 3月29日 - 附属小学校を設置。（奈良女子大学附属小学校の前身）
  - 7月20日 - 奈良県立奈良高等女学校を母体に附属高等女学校を設置。奈良高女は廃止され、同校生徒は附属高女に収容。
- 1912年（明治45年）7月8日 - 附属幼稚園を設置。（奈良女子大学附属幼稚園の前身）
- 1916年（大正5年）4月17日 - 附属実科高等女学校を設置。
- 1937年（昭和12年）4月15日 - 附属実科高等女学校を廃止。附属高等女学校を改組し従来の高女を第1部、実科高女を第2部とする。
- 1941年（昭和16年）5月1日 - 国民学校令に伴い、附属小学校を附属国民学校に改組。
- 1944年（昭和19年）4月1日 - 附属高等女学校第1・2部を合併。
- 1945年（昭和20年）4月1日 - 附属高等女学校に修業年限1年の専攻科を設置。
- 1947年（昭和22年）6月2日 - 学制改革に伴い、附属中学校（新制）が発足。（奈良女子大学附属中等教育学校の前身）
- 1948年（昭和23年）4月1日 - 学制改革に伴い、附属高等学校（新制）が発足。（奈良女子大学附属中等教育学校の前身）

### 臨時教員養成所
- 1922年（大正11年） - 第三臨時教員養成所の設置。
- 1932年（昭和7年） - 臨時教員養成所の廃止。
- 1939年（昭和14年）9月11日 - 奈良特設幼稚園保姆（保母）養成所を開設。
- 1942年（昭和17年）4月1日 - 奈良女子臨時教員養成所を開設。
- 1944年（昭和19年）4月11日 - 奈良特設中等教員養成所を開設。

## 歴代校長
- 初代 - 野尻精一（1909年（明治42年）1月18日〜10年間）- 前職:文部省視学官。退任理由：休職による退任。
- 第2代 - 槙山栄次（1919年（大正8年）7月17日〜13年間）- 前職:文部省督学官兼東京女子高等師範学校教授

事務取扱 - 清水与三郎（同校教授）（1932年（昭和7年）3月31日〜3か月間）
- 第3代 - 稲葉彦六（1932年（昭和7年）6月13日〜6年間）- 前職:文部省督学官
- 第4代 - 日田権一（1938年（昭和13年）4月27日〜7年間）- 前職:文部事務官
- 第5代 - 坂井喚三（1945年（昭和20年）4月1日〜1945年（昭和20年）11月24日[4]7か月間））- 前職:愛知第一師範学校長
- 第6代 - 内藤卯三郎（1945年（昭和20年）11月24日[4]〜4年間）- 前職:文部省教学官[4]
- 第7代 - 落合太郎（1949年（昭和24年）6月9日〜2か月間）- 奈良女子大学学長（初代）と兼任。
- 第8代 - 木枝増一（1949年（昭和24年）7月31日〜5か月間）- 奈良女子大学文学部長と兼任。在任中に死去。
- 第9代（最終）- 落合太郎（1949年（昭和24年）12月7日〜廃止までの3年間）

## 校地の変遷と継承

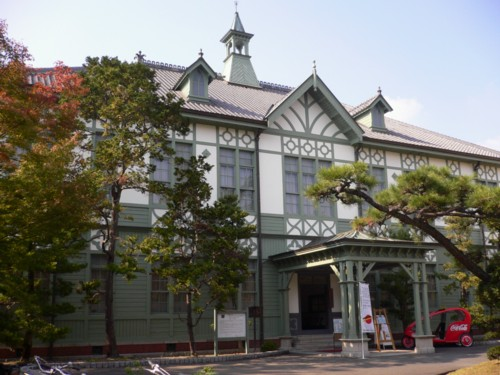
旧・奈良女高師本館
（現・奈良女子大学記念館）

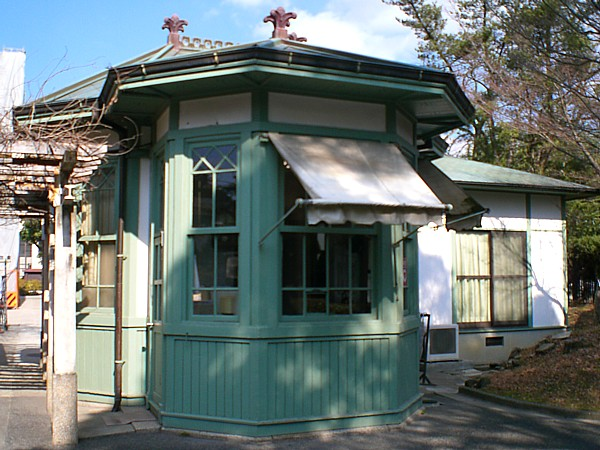
守衛室

1908年（明治41年）の設立時、校地は奈良市北魚屋西町に置かれ新制大学への移行まで維持された。女高師の校地は奈良女子大学の校地として引き継がれ現在に至っている。かつての奈良女高師本館は奈良女子大の本部棟・講堂として使用されたが、1980年代、新しい本部棟と講堂が建築されたため「奈良女子大学記念館」となり、1994年（平成6年）から国指定の重要文化財となった。またこの時、旧女高師以来の守衛室・正門（記事冒頭の画像参照）も国指定重要文化財となり、現在に至っている。
文化財の指定にはいたっていないが、正門脇に、かつて奉安殿として使用されていた建物が現存している。